# L'Allégorie de la vue et de l'odorat
L'Allégorie de la vue et de l'odorat est un tableau de Jan Brueghel l'Ancien peint vers 1618 appartenant à une série de deux œuvres. Cette peinture à l'huile est une allégorie de la vue et de l'odorat et représente une grande variété d’œuvres de peintres flamands, notamment Pierre Paul Rubens. Le tableau est détenu par le musée du Prado à Madrid.

## Description
Dans un palais remplis de tableaux et de fleurs, un angelot présente un bouquet de fleurs à l'allégorie de l'odorat, habillée d'une robe rouge. Une femme représentant la vue observe son reflet dans un miroir tendu par un autre angelot. Tous les objets et animaux représentés ont un lien avec l'un des deux sens : un chien représente un odorat très fin ou une civette la puanteur. Les tableaux peuvent représenter autant la vue physique comme la vue spirituelle avec des représentations de la guérison d'un aveugle-né.

## Représentation des collections de l'archiduché de Bruxelles
Max Rooses est le premier à considérer que les artéfacts représentés dans L'Allégorie de la vue et L'Allégorie de la vue et de l'odorat appartiennent aux collections de l'archiduc Albert d'Autriche et sa femme Isabelle-Claire-Eugénie d'Autriche. Un portrait de l'archiduc et de sa femme est notamment représenté dans le tableau, tout comme une version de La Chasse au tigre et un Silène de Rubens.
L'Allégorie de la vue et de l'odorat est un tableau montrant les capacités techniques de Jan Brueghel l'Ancien. Gerard Seghers, Frans II Francken et Joos de Momper ont collaboré à cette œuvre.
Cette œuvre est en relation avec L'Allégorie du goût, de l'ouïe et du toucher. Les deux tableaux, détenus à Madrid depuis 1623, ont décoré le Torre de la Reina à l'Alcázar royal de Madrid.